# Яґі Норіхіро
Яґі Норіхіро (яп. 八木 教広, やぎ のりひろ) — відомий японський манґака.

## Короткі відомості
Народився 1968 року в місті Наха префектури Окінава. Закінчив старшу школу Кадзу Макото.
В 1990 році дебютував з манґою Undeadman, за яку отримав нагороду Akatsuka. Його першою багатотомною манґою стала комедія Angel Densetsu, яка виходила в журналі Monthly Shonen Jump з 1992 по 2000 рік. Найвідомішою його роботою на сьогоднішній день є популярна манґа Claymore.

## Роботи
- Undeadman (1990 рік)
- Angel Densetsu (яп. エンジェル伝説) лютий 1993 — березень 2000 року, 15 томів.
- Claymore (яп. クレイモア) травень 2001 — 4 жовтня 2014 року, 27 томів (155 глав).
- Arcadia of the Moonlight 2017, ван-шот.
- Soukyuu no Ariadne (яп. 蒼穹のアリアドネ) грудень 2017 року — вересень 2022 року, 22 томи.